# 재스민 샌더스
재스민 샌더스(Jasmine Sanders, 1991년 6월 22일 ~ )는 독일, 미국의 모델, 패션 인플루언서이다.